# Гексафторофосфат(V) водорода
Гексафторофосфат(V) водорода — неорганическое соединение, комплексный фторид фосфора и водорода с формулой H[PF6], белые кристаллы, растворимые в воде, образует кристаллогидрат.

## Получение
- Пропуская фтористый водород через раствор пентафторида фосфора в сероуглероде:

{\displaystyle {\mathsf {PF_{5}+HF\ {\xrightarrow {-20^{o}C}}\ H[PF_{6}]}}}
- Как один из продуктов действия плавиковой кислоты на оксид фосфора:

{\displaystyle {\mathsf {P_{4}O_{10}+HF\ {\xrightarrow[{-H_{2}O}]{HF(40\%)}}\ H[PF_{6}],H[PO_{2}F_{2}],H_{2}[PO_{3}F]}}}

## Физические свойства
Гексафторофосфат(V) водорода образует белые кристаллы, растворимые в воде. 
Образует кристаллогидрат  H[PF6]•6 H2O.
Является сильной кислотой.

## Химические свойства
- Кристаллогидрат при нагревании разлагается:

{\displaystyle {\mathsf {H[PF_{6}]\cdot 6H_{2}O\ {\xrightarrow {150-200^{o}C}}\ POF_{3}+3HF+3H_{2}O}}}
- Разлагается горячей водой в кислой среде:

{\displaystyle {\mathsf {2H[PF_{6}]+5H_{2}O\ {\xrightarrow {H_{+},100^{o}C}}\ H[PO_{2}F_{2}]+H_{2}[PO_{3}F]+9HF}}}
- С щелочами образует соли фторофосфаты:

{\displaystyle {\mathsf {H[PF_{6}]+NaOH\ {\xrightarrow {}}\ Na[PF_{6}]+H_{2}O}}}

## Применение
Синтез фотоинициатора для фотополимерной 3D-печати: бис(4-метилфенил) гексафторфосфат иодония, CAS 60565-88-0.